# Apeadero Primer Congreso
Apeadero Primer Congreso es una estación de ferrocarril ubicada en el paraje rural del mismo nombre del Departamento La Paz en la Provincia de Entre Ríos, República Argentina. 

## Servicios
Se encuentra precedida por la Estación Bovril y le sigue la Estación Sauce de Luna.